# Menimane-Tracht

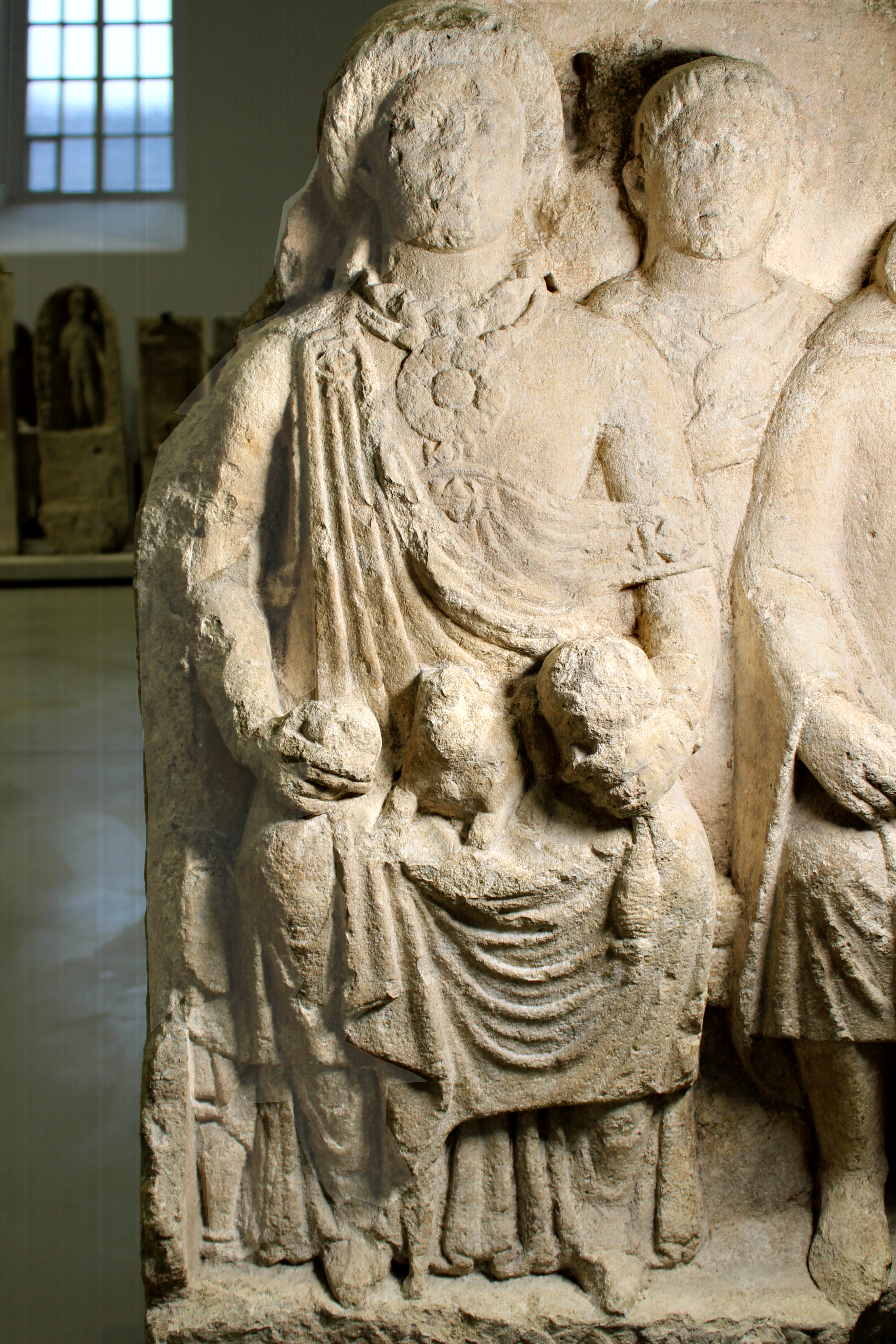
Menimane in ihrer keltischen Tracht

Die Menimane-Tracht, auch Menimane Ensemble, ist ein Kleidungsstil der keltischen Frauen an Mosel, Mittel- und Oberrhein aus der Zeit um das 1. Jahrhundert. Benannt wurde sie nach Menimane, die auf dem Grabstein des Blussus und der Menimane in dieser aufwendigen Kleidung abgebildet ist. Kennzeichnend ist ein engeres Unterkleid, auf dem mit mehreren Fibeln ein gerafftes Obergewand festgesteckt wird, sowie ein rechteckiger Mantel. Dazu wurden Armreife und ein auffälliger Halsschmuck getragen.

## Einordnung und Benennung
Der Grabstein des Blussus und der Menimane aus der Zeit von ca. 50 n. Chr., der 1848 im heutigen Weisenau nahe des römischen Mogontiacum gefunden wurde, stellt ein wohlhabendes, keltisches Schiffer-Ehepaar detailreich dar. Der Stein wurde im Auftrag der Menimane noch zu ihren Lebzeiten gefertigt. Der Brauch der Grabsteingestaltung mit der Abbildung der Verstorbenen entspringt der römischen Tradition, während die sitzende Abbildungsweise des Paares keltischen Ursprung hat. Menimane und Blussus sind beide in keltischer Art gekleidet.
Der Stil der abgebildeten Frauentracht, die in ähnlicher Form in der Region von Mittel- und Oberrhein sowie an der Mosel zu finden ist, wurde nach Menimane benannt. Über die genaue zeitliche Einordnung der Frauenkleidung besteht in der wissenschaftlichen Bewertung noch keine Einigkeit. Vermutlich ist eine Zuordnung in die tiberisch-claudische bis in die neronische Zeit angemessen. Grabfunde von Fibeln nehmen ab dem Ende des 1. Jahrhunderts rapide ab, was auf eine Veränderung der Kleidung schließen lässt. Die Mehrheit der Frauenkleidung auf Steinen des 2. Jahrhunderts und frühen 3. Jahrhunderts scheint keine Fibeln zu erfordern.

## Beschreibung
Menimane trägt auf dem Grabstein, der im Landesmuseum Mainz ausgestellt wird, ein dreiteiliges Kleidungsstück. Es wurde von Astrid Böhme-Schönberger wissenschaftlich beschrieben.

### Kleidung

#### Allgemeines

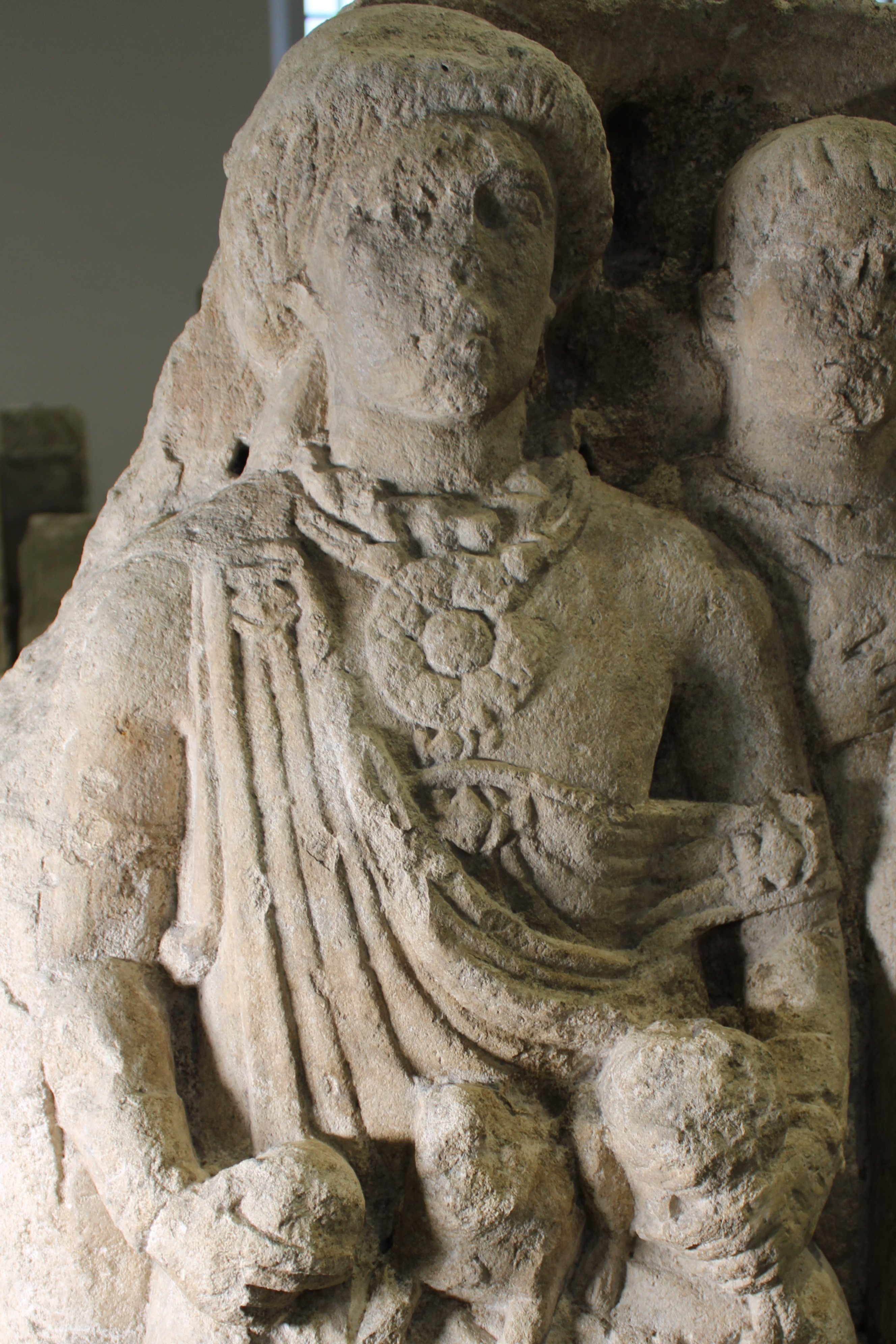
Detail der Kleidung

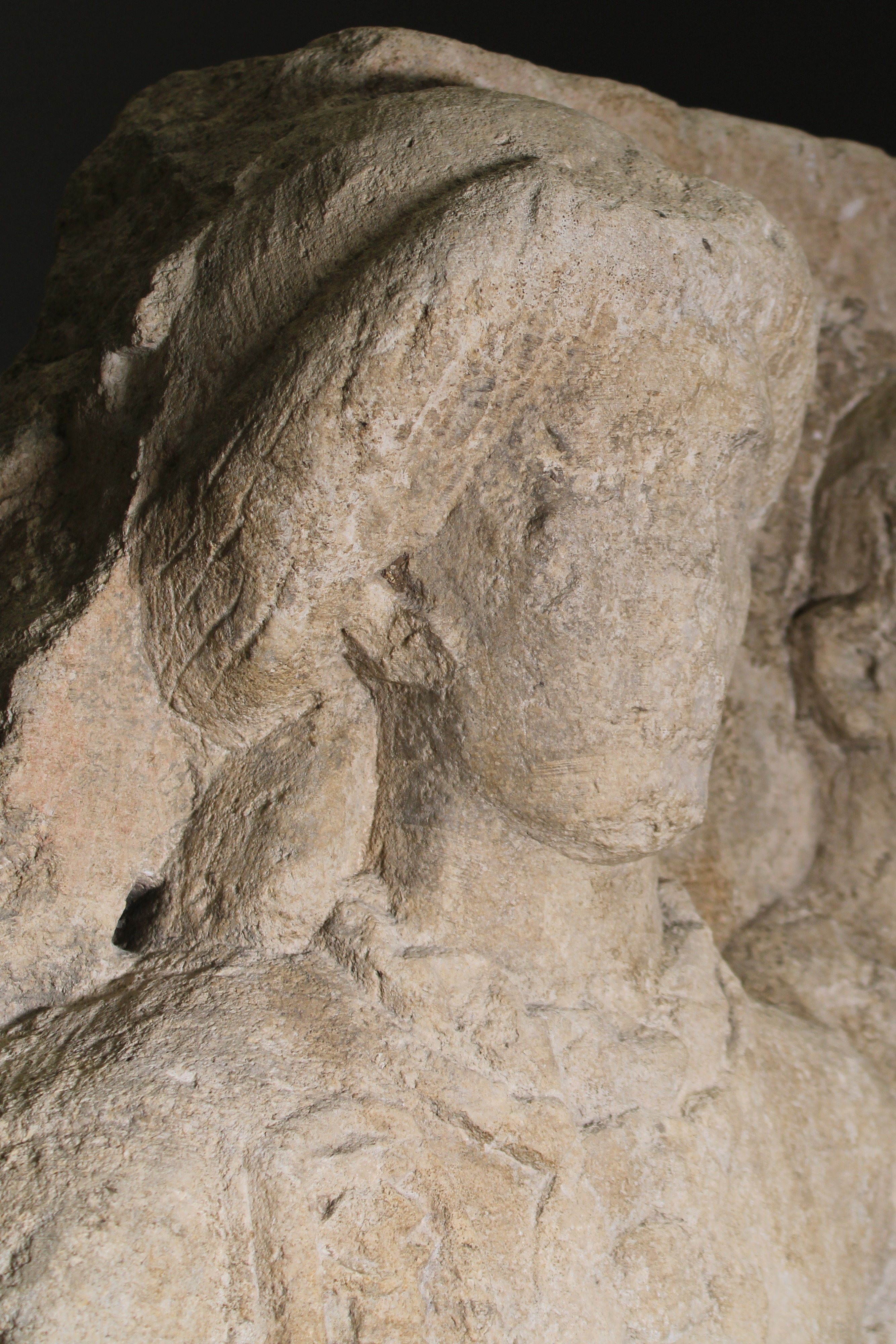
Detail des Kopfes

Das Unterkleid bildet ein hemdähnliches Kleidungsstück aus weich fließendem Stoff mit langem Arm. Es liegt am Oberkörper und an den Armen eng an, so dass zum Be- und Entkleiden ein über der Brust liegender, vertikaler Schlitz vorhanden ist. Dieser wird mit einer waagerecht eingesteckten Fibel zusammengehalten, der auf dem Grabstein direkt unterhalb der Schmuckscheibe zu sehen ist. Der enge Schnitt unterscheidet das Kleidungsstück von einer römischen Tunika. Astrid Böhme-Schönberger vermutet, dass das Kleidungsstück nicht tiefer als bis an die Oberschenkel reichte, und argumentiert mit der sich ergebenden größeren Bewegungsfreiheit. Sie sieht darin deshalb eine Ähnlichkeit zu einer Bluse. Die Überlänge der Ärmel wurde umgeschlagen und bildet eine Art Manschette.
Darüber trägt Menimane ein knöchellanges Gewand, das Böhme-Schönberger mit einem griechischen Peplos vergleicht. Die Vorder- und Rückseite eines weiten Stoffschlauchs sind mit zwei senkrecht angeordneten Fibeln über den Schultern zusammengesteckt. Der Teil des Schulterstückes, der Menimane über die linke Schulter gerutscht ist, zeigt nach Böhme, dass der Schulterbereich nicht am Untergewand festgesteckt war. Vielmehr wurde das Obergewand mit einer vierten Fibel vor der Brust am Untergewand befestigt. Da der Schlauch weit geschnitten war, bildet sich ein Faltenwurf. Der Gürtel ist nicht sichtbar, da er unter dem weiten Stoff des Oberteils liegt.
Als Mantel oder Umhang wurde ein rechteckiges Tuch unter Menimanes linkem Arm bis auf die rechte Schulter geführt und mit einer Bügelfibel zusammengesteckt. Böhme-Schönberger bemerkt, dass ungewöhnlicherweise die Spiralkonstruktion der Spange nach außen gedreht sei, und fragt deshalb, ob der Umhang üblicherweise über der anderen Schulter getragen wurde. In dem Fall wäre die Spange beim Wechsel der Seite nicht umgesteckt worden. Vergleichbare Abbildungen einer gedrehten Spange fehlen bisher auf ähnlichen Darstellungen. Ursula Rothe beschreibt insgesamt acht unterschiedliche Arten, den Mantel zu tragen.
Die Krause am Hals interpretiert Böhme als Schal, der möglicherweise durch die Spange des Unterkleides gehalten wird.

#### Farbigkeit und Textur
Grabdarstellungen sagen wenig über Textilien, Webarten und Farben aus. Textilfunde aus nahen Regionen zeigen, dass Wolle der am häufigsten verwendete Stoff war. Daneben wurde Leinen und Hanf, Brennnessel, Seide und Baumwolle ebenfalls gefunden. Es gab eine breite Palette von Farben, Mustern, Webarten und Verzierungen.
Auf dem Grabstein des Blussus und der Menimane sind die ursprünglichen Farben nicht mehr erkennbar. Auf einem in Ingelheim entdeckten Grabstein war das Untergewand grün gefasst, das Obergewand orangerot und der Mantel dunkel, vermutlich in Braun oder Schwarz, dargestellt.

### Kopfbedeckung und Haare
Rothe erkennt bei Menimane eine Haube, während Walburg Boppert aufgebauschtes oder geflochtenes Haar sowie im Nacken eine breite Zopfschlaufe sieht, die von einem grobmaschiges Netz oder einer Haube bedeckt werden.

### Fibeln und Schmuck
In der Regel wurden Distel- oder Kragenfibeln genutzt, um die Menimane-Tracht zusammenzustecken. Auf dem Grabstein des Blussus und der Menimane sind Kragenfibeln abgebildet. Andere Darstellungen auf Grabmälern der Zeit zeigen Distelfibeln. Beide Varianten sind ebenso aus Brandgräbern bekannt.
Drei Fibeln halten auf dem Menimane-Denkmal das Oberkleid zusammen. Eine Spange dient als Schließe des Schlitzes im Untergewand. Der Umhang wird mit einer weiteren Spange verbunden. Damit dienen die Fibeln der Menimane-Tracht zur Formgebung und zum Verbinden der Kleidung, während bei stadtrömischer Kleidung der Zeit Metallschmuck als Zierrat genutzt wurde.
Menimane trägt eine große Schmuckscheibe mit einer Kette um den Hals. Varianten der Tracht auf anderen Steindenkmälern zeigen statt des Anhängers einen Halsreif (Torques). Schmale, paarweise getragene Armbänder gibt es nahezu auf jeder Abbildung der Menimane-Tracht.

### Schuhwerk
Auf Grund der langen Kleidung sind die Schuhe der Menimane nicht identifizierbar. Astrid Böhme-Schönberger schließt Nagelschuhe oder Sandalen aus. Sie hält Bundschuhe oder römische Damenschuhe (caleei muliebres) für möglich.

## Weitere Zeugnisse der Menimane-Tracht (Auswahl)

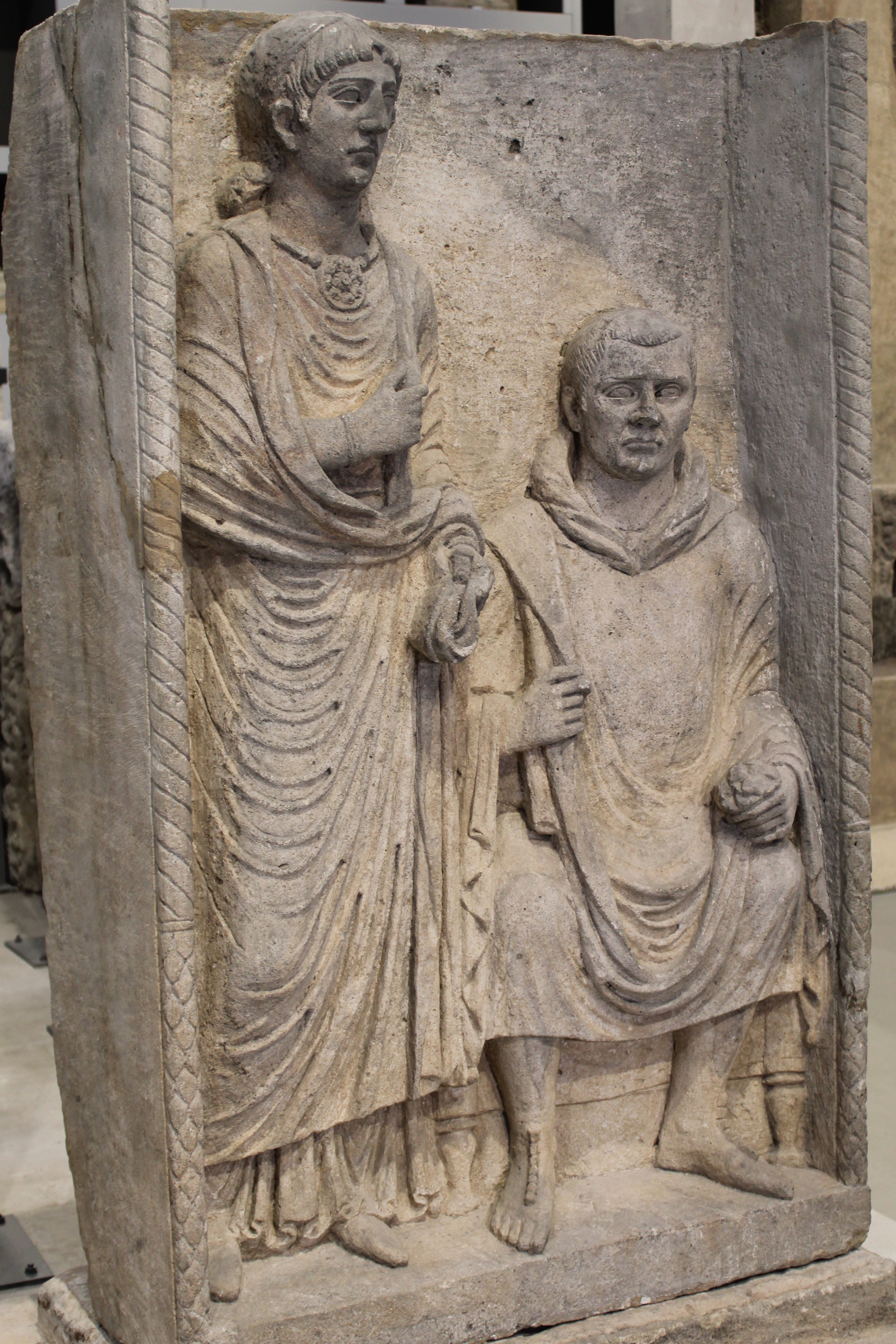
Pfeilergrabmal eines Ehepaares, Weisenau
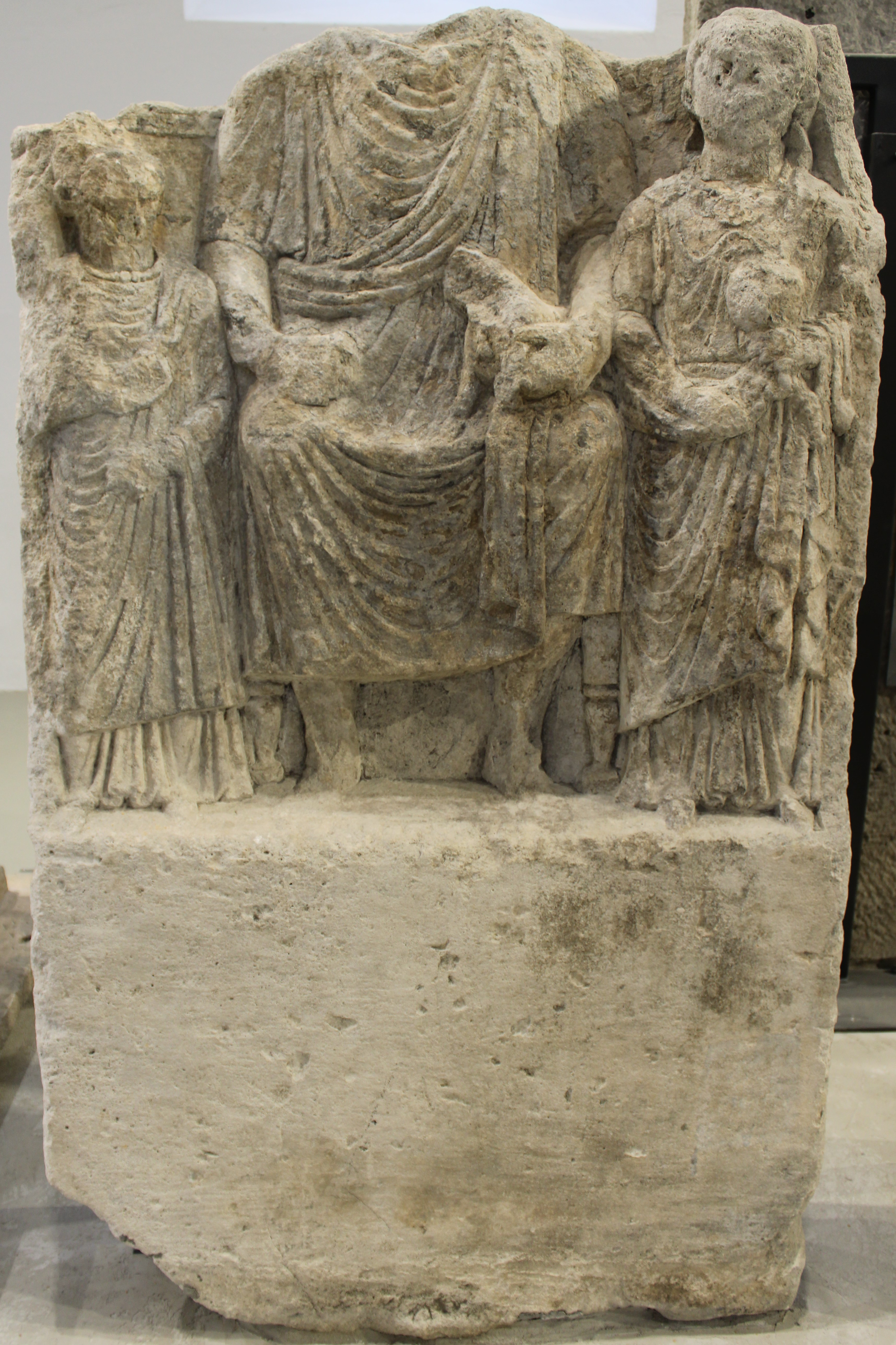
Familiengrabstein, Selzen

Bei einem Grabmal, das in Ingelheim aufgefunden wurde, findet sich sowohl römische als auch keltische Kleidung. Die männliche Figur trägt die römische Toga. Die beiden Frauen tragen dagegen die keltische Menimane-Tracht mit Distelfibeln. Eine der Frauen trägt einen torquesähnlichen Halsreif. Ihren keltischen Mantel drapieren beide in der Art einer Palla.
Auf dem Grundstück des ehemaligen Klosters der Weißen Schwestern in der Bernhardstraße Nr. 11/13 in Trier entdeckte die Landesarchäologie Rheinland-Pfalz die Sitzstatue einer Frau in Menimane-Tracht. Zwei Besonderheiten verbinden sie mit Menimane aus Weisenau: Beide Frauen sitzen, und beide zeigen eine auffällige Drapierung des auf dem linken Oberarm herabgerutschten Obergewandes. In Gegensatz zu Menimane trägt die Frau aus Trier den Mantel über dem linken Arm. Katrin Roth-Rubi sieht in dem abgerutschten Träger ein Venus-Zitat, einen Hinweis auf die Stammmutter des römischen Volkes (Venus genetrix) sowie eine Aneignung von Standessymbolen höherer Klassen im Zuge der Romanisierung.
Auf dem Pfeilerdenkmal eines Ehepaares aus der Mitte des 1. Jahrhunderts, dessen Teile 1926/27 und 1955 in der Eleonorenstraße in Mainz-Weisenau gefunden wurden, ist der Mann sitzend in keltischer Kleidung dargestellt. Die stehend dargestellte Frau trägt teils römische und teils einheimische Kleidung. Über einem bodenlangen, in römischem Stil fibellos getragenen Gewand liegt eine Palla. Die Zierscheibe an der Halskette und der Armreif ähneln dem Schmuck der Menimane stark. Aus einem Grabfund bei Bonn ist das 10 cm große Original einer Schmuckscheibe aus Silber bekannt.
Auf einem Familiengrabstein aus Selzen ist der Vater in Tunika und Mantel überproportional groß dargestellt. Rechts steht die Hausherrin in Menimane-Tracht. Eine zweite weibliche Figur trägt Tunika und Mantel.
Böhme-Schönberger ordnet vier Distelfibeln aus Bronze und zwei kleinere Scheibenfibeln aus einem unversehrten Brandgrab in Rohrbach bei St. Ingbert ebenfalls der Menimane-Tracht zu.